# Crossocalyx tenuis
Crossocalyx es un género monotípico de musgos hepáticas perteneciente a la familia Anastrophyllaceae. Su única especie es: Crossocalyx tenuis. 

## Taxonomía
Crossocalyx tenuis fue descrita por (H.Williams) Schljakov	 y publicado en Novosti Sistematiki Nizshikh Rastenii 15: 246. 1978.